# Mamute Sopkarga
Mamute Sopkarga, também grafado como mamute Sopkarginski, e informalmente chamado de Jenia, em homenagem ao apelido de seu descobridor, é uma carcaça de mamute lanoso encontrada em outubro de 2012. Foi descoberto há 3 km da estação meteorológica polar de Sopkarga na Península de Taimir, na Rússia. O Moscow News refere-se a ele como o mamute mais bem preservado encontrado nos últimos 100 anos.
Os restos mortais são de um macho, com idades entre 15 e 16 anos, que morreu c. 48.000 anos atrás.  A carcaça pesa mais de 50 quilos, compreendendo a metade direita do corpo, incluindo tecidos moles, pele e cabelo, crânio com uma orelha, presa, ossos e órgãos reprodutivos.
Esta descoberta é a mais bem preservada do gênero, desde que outro mamute foi descoberto em 1901, perto do rio Beriozovka, em Iacútia. Isso faz de Jenia o segundo mamute preservado já encontrado.
Ao longo de uma semana, a carcaça congelada foi extraída usando vapor, machados e palhetas. Foi então transportado de helicóptero para Dudinka, capital de Taimir, e colocado em uma câmara de gelo.
A corcova de Jenia parece ser composta de gordura, semelhante à corcunda de um camelo.
Os restos foram encontrados por Evgeni Salinder, de 11 anos, que mora perto da estação. O apelido dele é "Jenia".